# 苏门答腊元
苏门答腊元（马来语： ringgit ，爪夷文：ريڠڢيت），是位于苏门答腊岛西海岸的英国殖民地本库伦（今明古鲁）所使用的货币。1824年英国与荷兰签订条约，大英帝国用本库伦交换了马六甲，苏门答腊元因此停止流通。
1苏门答腊元为4苏库（马来语、爪夷文：ﺳوکو，英语：quarter），1苏库等于100克平（马来语、爪夷文：کڤڠ 或 کفڠ，英语：pieces）。苏门答腊元与西班牙银元等值。1824年荷兰接管本库伦后，改用荷属东印度盾作为当地货币。

## 苏门答腊元硬币
发行有1克平、2克平、4克平的苏门答腊元硬币。 1783 年、1784 年发行了马尔布罗堡（Fort Marlbro）2苏库银币 ，1797年发行了1⁄2苏门答腊元铜币。